# 卡拉莫斯島

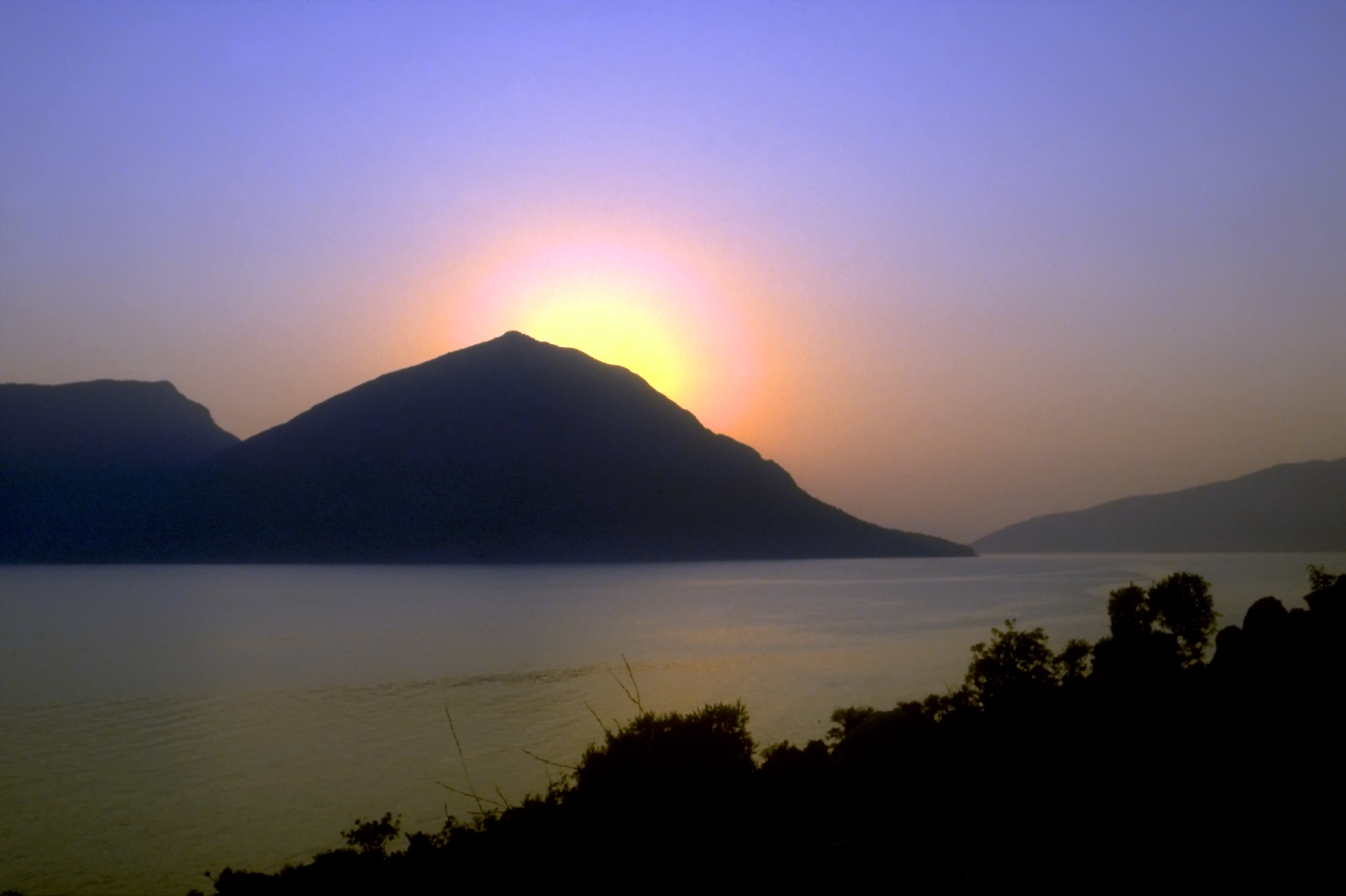

卡拉莫斯島是希臘的島嶼，位於愛奧尼亞海，由萊夫卡斯州負責管轄，長11.4公里、寬4公里，面積24.96平方公里，最高點海拔高度754米，2001年人口543。